# Santa Margarita de Antioquía (Zurbarán)
Santa Margarita es un lienzo de Francisco de Zurbarán conservado en la National Gallery de Londres, que la adquirió en 1903. Allí se exhibe con el título de Saint Margaret of Antioch. Forma parte del conjunto de lienzos conocidos como Santas de Zurbarán.
Su datación exacta se desconoce. Algunos autores indican que fue realizada hacia 1630, mientras que la página web de la National Gallery habla de 1630-1634. Sin embargo, Odile Delenda considera que fue realizada ca.1645-1650. En todo caso, se aprecia cierta influencia de Caravaggio.
Es posible que formara parte de una serie dedicada a santas vírgenes, con destino a conventos de España o Hispanoamérica. El taller del pintor era famoso por realizar numerosos cuadros de este tipo. Esta pintura resulta inusual en el sentido de que parece ser totalmente autógrafa del pintor.
Margarita de Antioquía está incluida entre las santas mártires cristianas. Cuidaba del rebaño de ovejas de su nodriza y fue encarcelada y torturada por defender su virginidad frente a los intentos de un prefecto romano.

## Análisis del cuadro
Los ojos y los rasgos del rostro hicieron pensar a algunos críticos que se trataba de la misma modelo que se utilizó para pintar a Santa Águeda.

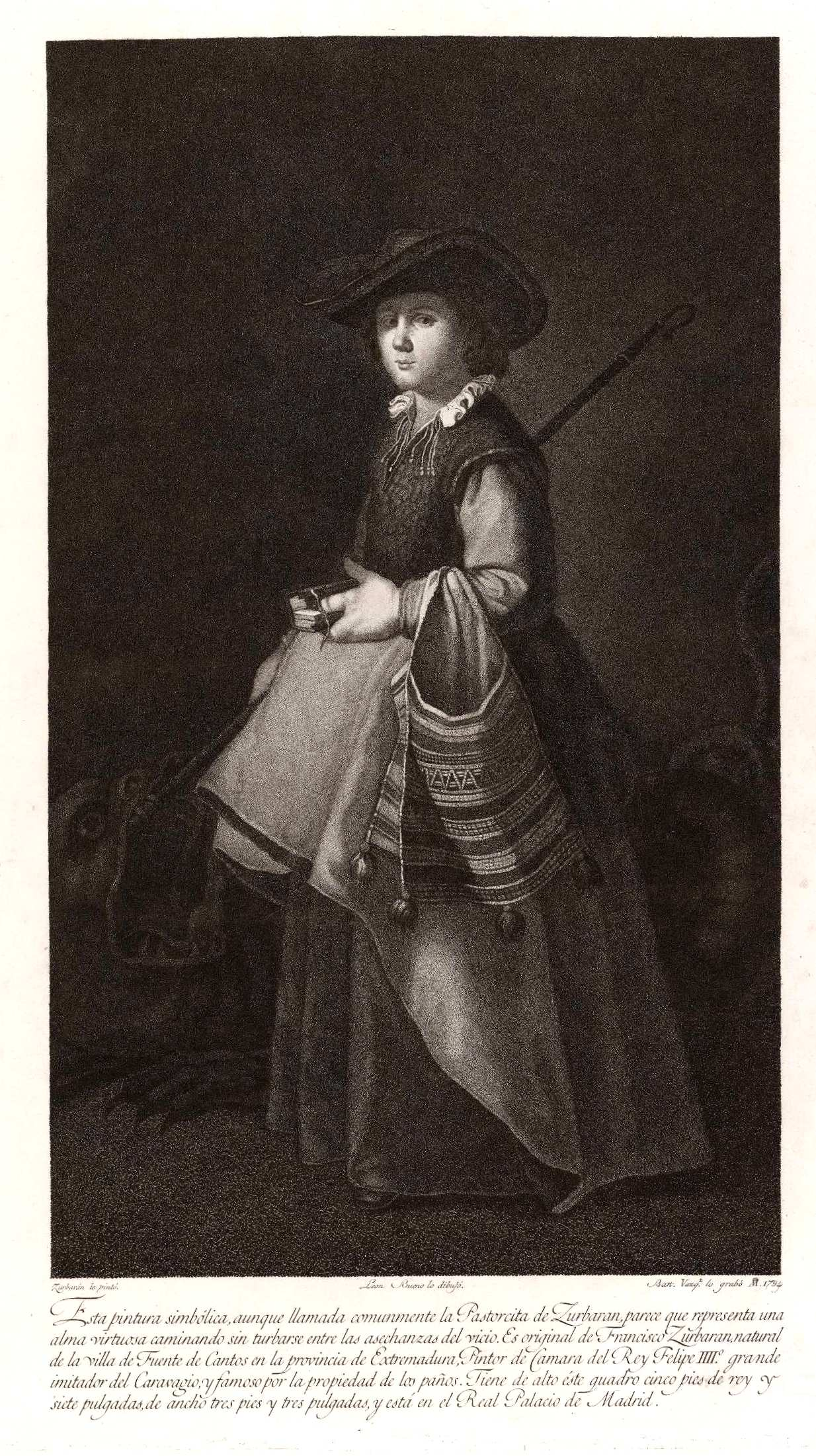
Pastorcita de Zurbarán [Santa Margarita de Antioquía], grabado de puntos firmado en plancha por Bartolomé Vázquez, 1794, sobre dibujo de León Bueno. Biblioteca Nacional de España.

Zurbarán representa a Santa Margarita con los trazos de una elegante pastora, con un atuendo muy refinado. Sujeta con la mano derecha el cayado de pastor y del antebrazo izquierdo cuelgan las alforjas para el camino. La presencia de un dragón o tarasca alude a la leyenda que narra su encarcelamiento durante el cual el diablo bajo la forma de dragón se apareció a la santa para tentarla y esta consiguió derrotarlo.

Por su cuidada vestimenta esta encantadora pastora parece salida de una escena de teatro. Zurbarán debió inspirarse en las comedias de santas representadas en los corrales de Sevilla más que en las procesiones o en los autos sacramentales del Corpus a los que los historiadores hacen referencia. Las heroínas de las comedias son siempre jóvenes y bellas, como la Santa Juana de Tirso de Molina o la Santa Margarita de Enciso. Su belleza se describe como un don del cielo, como un reflejo del alma que resplandece misteriosamente y atrae  los corazones de forma irresistible.

Zurbarán trabajó con gran detalle la vestimenta, las pintorescas alforjas que cuelgan del brazo izquierdo, así como el sombrero de paja y alas curvadas con el que va tocada.
La indumentaria con que Zurbarán representó a la santa hizo que en antiguos inventarios, olvidado su origen y primer destino, se interpretase como el retrato de una pastorcita o de una paisana con unas alforjas colgadas del brazo, como decía el inventario de los aposentos del príncipe de Asturias en la Casita del Príncipe de El Escorial de 1789, donde la pintura se documenta por primera vez. Así, un grabado de Bartolomé Vázquez abierto en 1794 a partir de una versión de la pintura conservada entonces en el Palacio Real de Madrid llevaba al pie una inscripción que decía:

Esta pintura simbólica, aunque llamada comúnmente la Pastorcita de Zurbarán, parece que representa un alma virtuosa caminando sin turbarse entre las asechanzas del vicio. Es original de Francisco Zurbarán natural de la villa de Fuente de Cantos en la provincia de Extremadura, Pintor de Cámara del Rey Felipe IIII.º grande imitador del Caravaggio y famoso por la propiedad de los paños. Tiene de alto este quadro cinco pies de rey y siete pulgadas, de ancho tres pies y tres pulgadas y está en el Real Palacio de Madrid.